# Macrocheira
Macrocheira là một chi cua trong siêu họ Majoidea. Chi này bao gồm loài cua nhện Nhật Bản (Macrocheira kaempferi) và một loài đã tuyệt chủng, Macrocheira longirostra.